# 卜大川
卜大川（?—?），順天府固安縣（今河北省廊坊市固安縣）人。清朝官員。進士出身。
明崇禎十六年進士卜兆麟之孫。雍正十年（1732年）中式壬子科舉人，乾隆元年（1736年）成丙辰科二甲進士，與鄭燮、胡中藻、全祖望等同年。曾任大名府儒學教授。